# Rue Brémontier
La rue Brémontier est une voie publique située dans le quartier de la Plaine-de-Monceaux du 17e arrondissement de Paris, en France.

## Situation et accès
La rue Brémontier débute place Monseigneur-Loutil , à l'angle des rues Jouffroy d'Abbans et de l'avenue de Villiers, et se termine place d'Israël. Elle est desservie par la ligne de métro 3 à la station Wagram

## Origine du nom
Cette rue, ouverte par décret du 30 novembre 1862, reçut par un décret du 2 mars 1864 sa dénomination actuelle en l'honneur de l'ingénieur français Nicolas Brémontier (1738-1809). Nicolas Brémontier a supervisé en tant qu'inspecteur général des Ponts et Chaussées les grands travaux qui ont permet de fixer les dunes du golfe de Gascogne.

## Historique
Le secteur de la rue Brémontier n'a été urbanisé qu'à partir de 1860, sous le Second Empire, après l'annexion par la Ville de Paris de l'ancienne commune de Batignolles-Monceaux qui donnera naissance au nouveau quartier de la Plaine Monceau. Les rues Ampère, Brémontier, Jouffroy, de Prony ont été ouvertes entre 1862 et 1866 par les frères Pereire lors du lotissement de la Plaine Monceau. Ce secteur, peu bâti, était alors surtout constitué de cultures maraîchères, d'entrepôts et de terrains vagues.
À l'origine, la rue Brémontier reliait l'avenue de Villiers aux « fortifications » de l'enceinte de Thiers (aujourd'hui boulevard Berthier). En 1888, le tronçon de la rue Brémontier compris entre l'avenue de Wagram et les "fortifications" a été rebaptisé rue Alphonse-de-Neuville, en l'honneur du peintre éponyme, dont l'atelier s'élevait à l'angle de la rue Alphonse-de-Neuville actuelle et du boulevard Pereire. En 1965, le carrefour formé par les rues Jouffroy-d'Abbans et Brémontier et l'avenue de Villiers prend le nom de place Monseigneur-Loutil .

## Bâtiments remarquables et lieux de mémoire

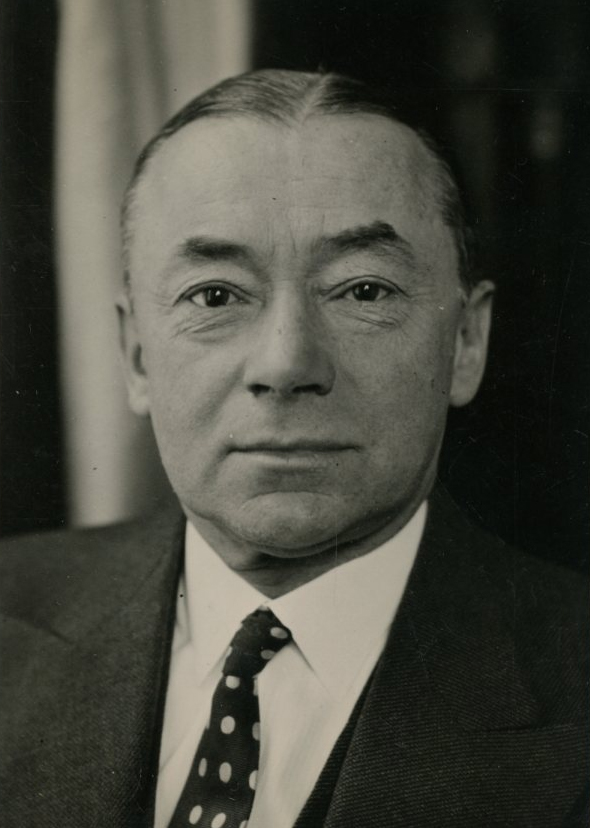
Paul Reynaud en 1940.

- No 6 :  ancienne église Saint-François-de-Sales. L'église a été construite en 1873 par l'architecte d'Édouard Delebarre de Bay, dans ce qui était alors un tout nouveau quartier. Par la suite, ce lieu de culte est devenu trop exigu pour la population du quartier et en 1912, une "nouvelle" église St François de Salles est construite à l'arrière de la précédente avec une façade rue Ampère. Les 2 églises communiquent par un long couloir.
- No 8 : l’homme politique Paul Reynaud (1878-1966), dernier président du Conseil de la IIIe république en 1940, s'est installé peu après son mariage en 1912 dans le petit hôtel particulier qui se situe dans la cour intérieure. Ce fut alors sa résidence (jusqu'en 1935) et son cabinet de travail à Paris pendant l'essentiel de sa carrière[2]. C'est dans cet hôtel qu'eut lieu en décembre 1934 sa première rencontre avec le colonel de Gaulle, qui a été décisive pour le ralliement de Paul Reynaud à la stratégie militaire de de Gaulle[3]. Aujourd'hui, cette adresse abrite l'ambassade de Géorgie qui s'y est installée en mars 2020[4].
- No 9 : la cantatrice Louise Grandjean a vécu dans cet immeuble[5].
- Nos 11, 13, 15, 17 et 19-17 :  à l'origine, cet emplacement formait avec les nos 124, 126 et 128 de l'avenue de Wagram, une même parcelle et un même ensemble immobilier. Sur cet emplacement, Achille Raymond Marquis de Bailleul (1823-1887) fit édifier en 1880 un hôtel particulier de style Néo-Renaissance par l'architecte Pierre-Victor Cuvillier[6],[7]. L'hôtel fut racheté vers 1888 par la duchesse de Pomar, née Maria de Mariategui (1830-1895) qui y organisa des fêtes mondaines et des séances de spiritisme. L'hôtel de Pomar deviendra ensuite le siège de la légation puis de l'ambassade de Roumanie, avant que celui soit transféré en 1939 dans le palais de Béhague[8]. L’hôtel de Pomar a été détruit en 1964 pour laisser place à un imposant ensemble résidentiel avec un double accès avenue de Wagram et rue Brémontier.